# Hisarea, Bulgaria
Hisarea (în bulgară Хисаря) este un oraș în partea de sud a Bulgariei. Aparține de  Obștina Hisarea, Regiunea Plovdiv. Orașul s-a mai numit în trecut și Toplița. Numele ar putea proveni din turcă (hisar înseamna cetate) dar care ar proveni la rândul său din vechiul Cesarea.

## Demografie
Componența etnică a orașului Hisarea
     Romi (2,38%)
     Bulgari (92,39%)
     Nicio identificare (4,79%)
     Altele (0,71%)
La recensământul din 2011, populația orașului Hisarea era de 7.128 locuitori. Din punct de vedere etnic, majoritatea locuitorilor (92,39%) erau bulgari, cu o minoritate de romi (2,38%). Pentru 4,79% din locuitori nu este cunoscută apartenența etnică.